# Джайлз, Майкл Рэкс
Майкл Рэкс Джайлз (англ. Michael Rex Giles; 1 марта 1942, Вотерлувиль, Хэмпшир) — британский барабанщик и композитор, известный как один из основателей знаменитой британской группы King Crimson. Сложная и полиритмическая техника игры Джайлза, основанная на джазе, тяготеет к рок-музыке.

## Биография
До участия в King Crimson Майкл Джайлз играл в недолговечном проекте Giles, Giles and Fripp со своим братом Питером Джайлзом и гитаристом Робертом Фриппом.
Джайлс заложил большую часть первого альбома In the Court of the Crimson King. Его неоспоримым вкладом в этот альбом является совершенное мастерство владения ударными инструментами и умение виртуозно и плавно переходить от одной музыкальной темы к другой.
Джайлз ушёл из King Crimson в декабре 1969, после записи первого альбома группы, но тем не менее играл в качестве приглашённого музыканта на следующем альбоме In the Wake of Poseidon. В это же время совместно с Иэном Макдональдом он записывает альбом McDonald and Giles. После этого на протяжении 1970-х он работал сессионным музыкантом, сотрудничая с такими музыкантами, как Leo Sayer, Steve Winwood, Ивонн Эллиман, Энтони Филлипс и другими.
В 1978 году он записывает сольный альбом Progress, который вышел только в 2002 году.